# Nationaldemokratischer Hochschul-Bund
Der Nationaldemokratische Hochschul-Bund (NHB) war eine rechtsextreme Studentenorganisation und der Studentenverband der Nationaldemokratischen Partei Deutschlands.

## Geschichte
Im November 1966 entstanden die ersten NHB-Gruppen an den Universitäten in Heidelberg, Tübingen, Freiburg und Erlangen. Die formale Gründung als gesamtdeutscher Studentenverband erfolgte 1967 in Tübingen.
Trotz seiner formalen Unabhängigkeit hatte der NHB eine sehr enge Bindung zur NPD (siehe Logo des NHB: der NPD-Pfeil). Der NHB beteiligte sich nach seinem Niedergang Anfang der 70er Jahre nicht mehr an gewöhnlicher Hochschulpolitik, nahm also nicht an Hochschulwahlen teil, sondern beschränkte sich auf die Herausgabe seiner Publikationen (NHB-Report 1987 eingestellt, ab Oktober 1990 Vorderste Front mit dem Untertitel Zeitschrift für politische Theorie und Strategie, in der der Kampfbegriff National befreite Zone erstmals verwendet wurde). Die höchsten Mitgliederzahlen hatte der NHB in den sechziger Jahren. 1970 waren es noch 260 Anhänger in 19 Gruppen. 1972 beschloss die Bundesversammlung, auch Nicht-NPD-Mitglieder aufzunehmen. Seit 1990 hatte der NHB keine Hochschulgruppen mehr (Verfassungsschutzbericht 1994, S. 152).

## Mitglieder
Mitglied und zweiter Vorsitzender im NHB war 1969 Gert Hoffmann, später CDU-Mitglied und Braunschweiger Oberbürgermeister von 2001 bis 2014. Der nach der Wende als Stasi-Agent entlarvte Lutz Kuche war Vorsitzender des NHB von 1971 bis 1973. Ihm folgten Uwe Sauermann von 1975 bis 1976 und Thor von Waldstein von 1979 bis 1982.  Im November 1982 wurde Peter Marx zum Bundesvorsitzenden gewählt. Sein Nachfolger wurde 1983 Karl-Heinz Sendbühler, der für mehrere Jahre gleichzeitig auch Vorsitzender der Jungen Nationaldemokraten war. Jürgen W. Gansel, von 2004 bis 2014 Mitglied im Sächsischen Landtag, war ebenfalls im NHB aktiv.